# Mardi Gras (album)
Mardi Gras je sedmé a poslední studiové album americké skupiny Creedence Clearwater Revival. Vydáno bylo v dubnu roku 1972 společností Fantasy Records. Na rozdíl od předchozích alb, která produkoval sám John Fogerty, jsou jako producenti této desky uvedeni také Doug Clifford a Stu Cook. Jde o jediné album kapely nahrané bez Toma Fogertyho. V hitparádě se deska umístila na dvanácté příčce.

## Seznam skladeb
1. „Lookin' for a Reason“ – 3:25
2. „Take It Like a Friend“ – 3:01
3. „Need Someone to Hold“ – 2:59
4. „Tearin' Up the Country“ – 2:13
5. „Someday Never Comes“ – 3:59
6. „What Are You Gonna Do“ – 2:51
7. „Sail Away“ – 2:25
8. „Hello Mary Lou“ – 2:11
9. „Door to Door“ – 2:07
10. „Sweet Hitch-Hiker“ – 2:59

## Obsazení
- John Fogerty – kytara, klávesy, zpěv
- Stu Cook – baskytara, kytara, klavír, zpěv
- Doug Clifford – bicí, zpěv